# Maurice Dekobra
Ernest Maurice Charles Tessier, anomenat Maurice Dekobra, (París, 26 de maig de 1885 - 1 de juny de 1973), fou un novel·lista, periodista, dramaturg, poeta, contista i traductor francès, conegut pel best seller La Madone des sleepings (1925), definida per Nèstor Lujan el 1990 com a fràgil i gairebé còmica obra mestra.
Fill de representant de seda i professora de música, es dedicà al periodisme des dels 19 anys en tres llengües (escriví en francès, alemany i anglès) i es caracteritzà pels seus escrits en ficció documental consistents en escriure novel·les sobre la base de la investigació, gènere que va ser àmpliament imitat per una part de la literatura nord-americana contemporània.
A partir dels seus viatges a l'estranger al llarg de 30 anys, escriví novel·les d'aventures i de viatges, aquestes últimes són ara d'un gran interès documental sobre Amèrica, Hollywood 1930, Japó, Xina, Orient Mitjà, etc.
Viví als Estats Units d'Amèrica de 1937 fins a 1946.

## Obra[6]
- Les Mémoires de Rat-de-Cave ou Du Cambriolage considéré comme un des beaux-arts, Éditions Aubert, 1912
- Grain d'Cachou, la Renaissance du livre, 1918
- Sammy, volontaire américain, l'Edition française illustrée, 1918
- SLe Gentleman burlesque, l'Edition française illustrée, 1919
- Hamydal le Philosophe, Renaissance du livre, 1921
- Prince ou Pitre, Ferenzi, 1921
- Les Liaisons tranquilles, La Renaissance du Livre, 1920
- Histoires de brigands, Moderne, s.d.
- Une momie a été perdue..., Kemplen, s.d.
- Le Voyage sentimental de lord Littlebird (avec René Caire), Ambert, s.d.
- L'Homme qu'elles aimaient trop Valmont, s. d.
- Les Sept femmes du prince Hassan Valmont, s. d.
- La Biche aux yeux cernés Editions cosmopolites, s. d.
- Messieurs les Tommies la Renaissance du livre, s. d.
- Minuit... Place Pigalle, Librairie Baudinière 1923 Avec 12 Hors-Textes de Jean Oberle.
- Mon cœur au ralenti, Librairie Baudinière 1924
- La Vénus à roulettes, La Nouvelle Revue Critique 1925
- La Madone des sleepings, Librairie Baudinière 1925
- La Gondole aux chimères, Librairie Baudinière 1926
- Les Nuits de Walpurgis, Librairie Baudinière, 1926
- Tu seras courtisane, Librairie Baudinière 1927
- Flammes de velours, Librairie Baudinière, 1927
- Le Rire dans la steppe, (avec Don Aminado) Librairie Baudinière, 1927
- Le rire dans le soleil, (avec Vittorio Guerriero) Librairie Baudinière, 1927
- Le Rire dans le brouillard, E. Flammarion, 1927
- Sérénade au bourreau, Librairie Baudinière, 1928
- Luxures, Éditions du Loup, 1928
- Prince ou Pitre (nouvelle édition), Librairie Baudinière, 1929
- Les Tigres parfumés. Aventures au pays des maharajahs, Éditions de France, 1929
- Le Sphinx a parlé, Librairie Baudinière, 1930
- Aux cent mille sourires, Librairie Baudinière, 1931
- Fusillé à l'aube, Librairie Baudinière, 1931
- L'Archange aux pieds fourchus, Librairie Baudinière, 1931
- Pourquoi mourir ?, Librairie Baudinière, 1931
- Histoires de brigands, Moderne, 1931
- La Volupté éclairant le monde, Librairie Baudinière, 1932
- Adaptation de la Forêt qui pleure, roman policier de Wadworth Camp, Éditions de France, 1932
- Adaptation de Monsieur Lamber sera tué le..., roman policier de Isabelle Ostrander, Éditions de France, 1932
- Mimi Broudway Extr. de Paris-Soir, 7 juin-2 juillet 1932
- Le geste de Phryne Éditions Cosmopolites, 1933
- Rue des bouches peintes, Librairie Baudinière, 1933
- La Mort aux yeux d'émeraude, Extr. du Miroir du Monde, 8 et 15 avril 1933
- Confucius en pull-over, Librairie Baudinière, 1934
- Madame Joli-Supplice, Librairie Baudinière, 1935
- Le Fou De Bassan, suivi de La Rose qui saigne, Librairie Baudinière, 1937
- Le Sabbat des caresses ou les plaisirs de la nuit, Librairie Baudinière, 1935
- Macao, enfer du jeu, Librairie Baudinière, 1938
- Poker d'Âmes ou le voyage sentimental d'une Américaine au pays de tendre, Librairie Baudinière, 1939
- Émigrés de luxe, Brentano's, New-York, 1941
- Le Roman d'un lâche, Brentano's, New-York, 1942
- La Perruche Bleue Journal d'une courtisane sous la terreur nazie, Brentano's, New York, 1945
- Hamydal le Philosophe, Librairie Baudinière, 1947
- La Madone à Hollywood, Librairie Baudinière, 1946
- La Prison des Rêves, Librairie Baudinière, 1947
- Lune De Miel à Shanghaï, Librairie Baudinière, 1947
- Satan refuse du monde, Éditions SFELT, 1947
- Grain d'Cachou, Librairie Baudinière, 1947
- La Bacchanale inachevée, les Éditions de Pari, 1947
- Don Juan frappe à la porte, Éditions de la Couronne, 1948
- La Pagode des amours mortes, d'après J. L. Miln, S.E.P.E., 1948
- Les Vestales du veau d'or, Librairie Baudinière, 1948
- La Haine aux gants de velours, 1948
- Et Ève gifla Adam... ou les aventures d'une Yankee à Montparnasse, Librairie Baudinière, 1949
- Salutations distinguées, Librairie Baudinière, 1949
- La Pavane des poisons, Librairie Baudinière, 1950
- Sous le signe du cobra, Librairie la Baudinière, 1951
- Cafard mauve, Journal intime d'une femme de 49 ans, Editions Baudinière, 1951
- Opération Magali, Prix du Quai des Orfèvres, Hachette "L'Énigme", 1951
- Mes Tours du monde, Librairie Baudinière, 1952
- Le Bateau des mille caresses, J. d'Halluin, 1955
- Monsieur Lambers mourra ce soir, Le Masque, 1956
- L'Armée rouge est à New Yor (la guerre future ?), les Éditions du Scorpion, 1954
- Minuit, l'heure galante, les Éditions du Scorpion, 1956
- La Veuve aux gants roses, les Éditions du Scorpion, 1956
- Le Bourreau n'attend jamais, A. Martel, 1957
- Férocement vôtre, les Éditions du Scorpion, 1956
- Un soir sur le Danube, le roman d'un traître, Tallandier, 1957
- Vamp ou vestale, N.E.T.O., 1957
- Son altesse mon amant, Éditions Valmont et du Scorpion, 1958
- Le Lis dans la tempête, le roman d'une reine de beauté, Éditions Valmont, 1959
- Casanova à Manhattan, Valmont, 1960
- Le Pacha de Brooklyn, Éditions Valmont, 1960
- La Trahison du colonel Redko, Éditions du Scorpion, 1960
- L'Homme qui mourut deux fois (les vestales du veau d'or), Éditions Karolus, 1960
- Secrets de sleeping recueillis par René Delpêche, présentés par Maurice Dekobra, Éditions Karolus, 1960
- Bouddha le Terrible, le Livre artistique, 1961
- Dalila, sirène du désert , le Livre artistique, 1961
- La Vénus aux yeux d'or, Éditions Karolus, 1962
- L'Amazone de Pretoria : un épisode de la guerre du Transvaal, (avec Anne-Mariel), Presses de la Cité, 1963
- Anicia, l'espionne de Moukden, (avec Anne-Mariel), Presses de la Cité, 1964
- Le Vengeur de Mayerling, un complot contre François-Joseph, Presses de la Cité, 1965
- Véronica, qui êtes-vous ?, (avec Anne-Mariel), Presses de la Cité, 1965
- L'Espion qui faisait rire, Presses de la Cité, 1966
- Anicia et le sultan rouge, (avec Anne-Mariel), Presses de la Cité, 1966
- Anicia et le tigre royal, (avec Anne-Mariel), Presses de la Cité, 1967
- Fascinante Véronica, (avec Anne-Mariel), Presses de la Cité, 1968
- Le Salon de Madame Ublo, la ménagerie des gens de lettres, A. Michel, 1969
- Les Turquoises meurent aussi, Presses de la Cité, 1969
- Rendez-vous chez Maxim's, Presses de la Cité, 1970
- Un Banco de deux milliards, Presses de la Cité, 1971
- Éperdument à toi, Éditions France-Empire, 1972
- La Madone des Boeings, Presses de la Cité, 1972